# كورت هيرتسوغ
كورت هيرتسوغ (بالألمانية: Kurt Herzog)‏ هو عسكري ألماني، ولد في 27 مارس 1889 في كفيدلينبورغ في ألمانيا، وتوفي في 8 مايو 1948 في فوركوتا في روسيا.